# Denis Talalay
Denis Maksimovich Talalay (tiếng Nga: Денис Максимович Талалай; sinh ngày 10 tháng 2 năm 1992) là một tiền vệ bóng đá người Nga hiện tại thi đấu cho F.K. Khimki.

## Sự nghiệp câu lạc bộ
Anh có màn ra mắt tại Russian Second Division cho FC MITOS Novocherkassk vào ngày 17 tháng 8 năm 2013 trong trận đấu với FC Gazprom transgaz Stavropol Ryzdvyany.